# Chirurgische Kronenverlängerung

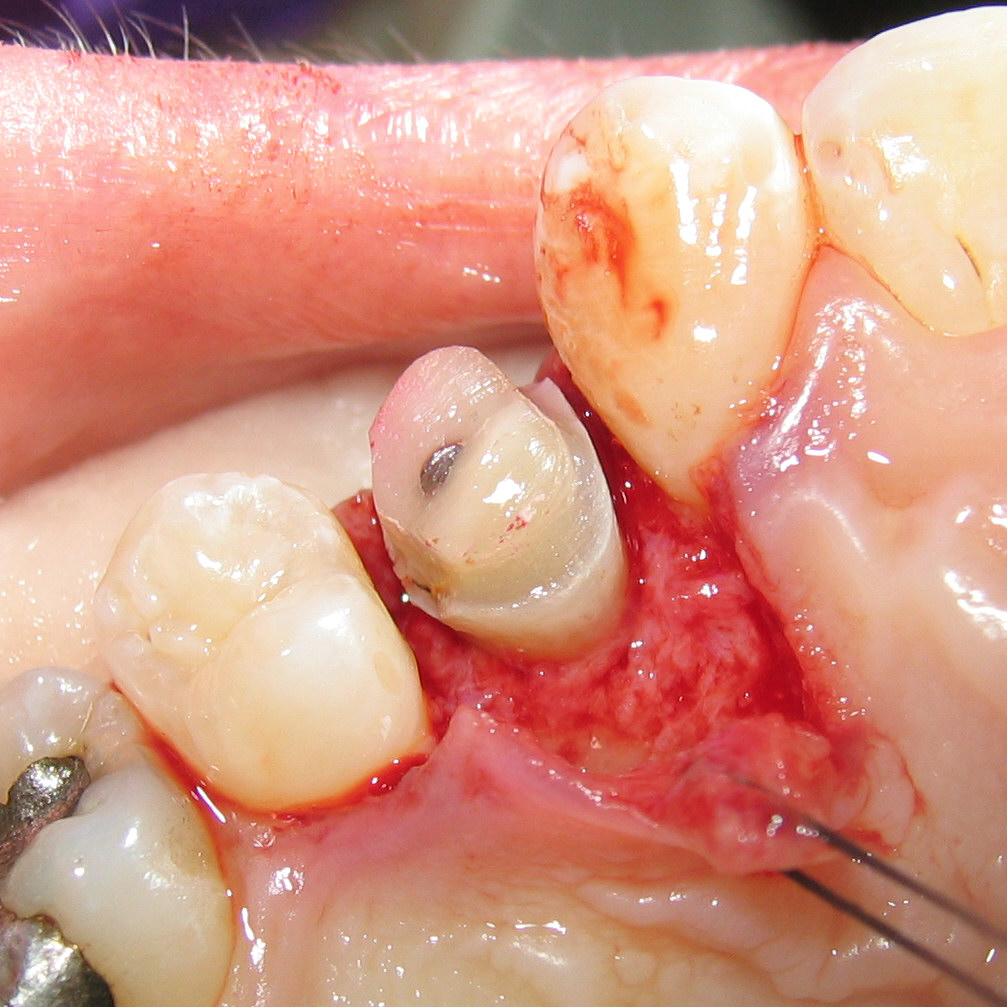
Sicht von palatinal auf eine chirurgische Kronenverlängerung an einem Oberkieferprämolaren Zahn 14. Das Zahnfleisch wird mit einer Hilfsnaht abgehalten.

Unter chirurgischer Kronenverlängerung versteht man einen Eingriff in der Zahnmedizin, der zum Ziel hat, den verbliebenen Teil eines Zahnes zur anschließenden Wiederherstellung mittels einer Krone zu verlängern. Trotz des Fachbegriffs der Kronenverlängerung wird der Zahn nicht tatsächlich verlängert, sondern nur der Wurzelanteil des Zahnes etwas freigelegt. Das Verfahren kommt zur Anwendung, wenn der Zahn ganz oder teilweise bis zur Gingivalgrenze kariös zerstört ist und dadurch eine Kronenversorgung mit dichtem Randabschluss nicht möglich ist.

## Biomechanische Grundlagen

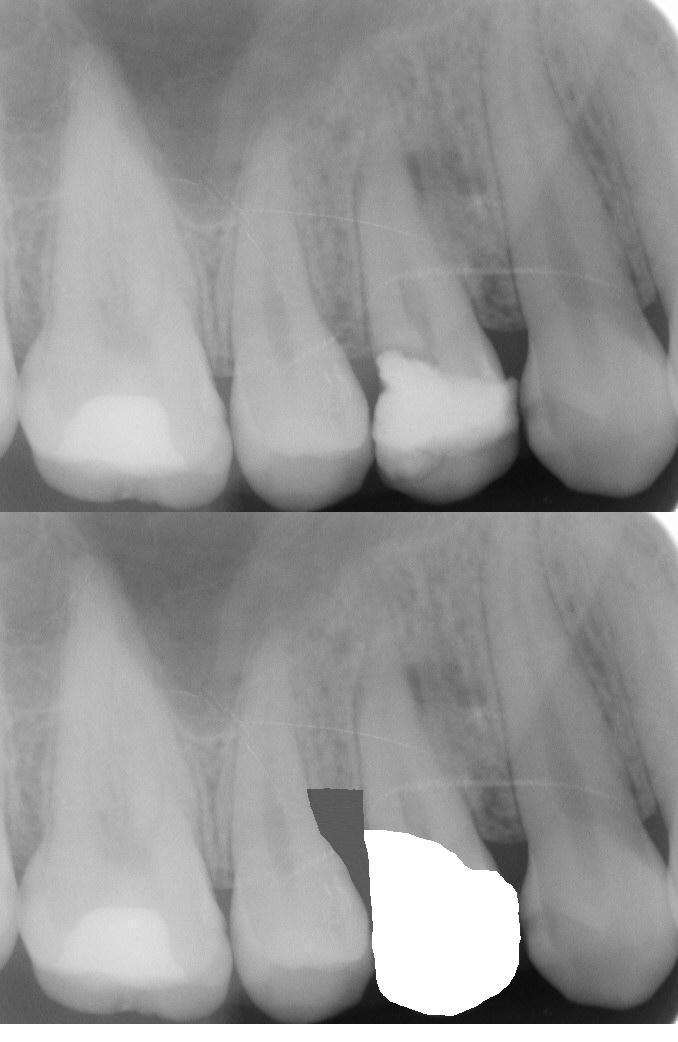
Röntgendarstellung vor und nach chirurgischer Kronenverlängerung am Zahn 14 (untere Aufnahme digital bearbeitet)

### Randschluss
Zur Vermeidung einer Sekundärkaries muss eine Krone einen dichten Randschluss zum Zahn aufweisen. Zur Dichtigkeit genügt ein messerscharfer Randabschluss einer Krone nicht, sondern die künstliche Krone muss den Zahn in einer Breite von 1,5 bis 2 mm dicht und wie ein Band umfassen. Dieser Ferrule-Effekt (Fassreifen-Effekt) trägt auch zur Stabilität und zum Halt der künstlichen Krone am Zahn bei. Ebenso notwendig ist ein dichter Abschluss des Gingivalsaums, der die Durchtrittsstelle des Zahnes aus dem Kieferknochen gegenüber eindringenden Keimen aus der Mundhöhle abdichten muss.

### Biologische Breite
Durch Gargiulo wurde im Jahre 1961 die mittlere biologische Breite auf 2,04 mm bestimmt. Davon nimmt 1,07 mm das Desmodont ein und etwa 0,97 mm das Saumepithel. Wenn es mangels ausreichender Zahnsubstanz nicht möglich ist einen Zahn wiederherzustellen, wird mit diesem Verfahren etwas Knochen am oberen Rand der Alveole entfernt, um idealerweise 3 mm Abstand zwischen der Zahnfleischgrenze und der Oberkante des Alveolarknochens zu schaffen. Ohne eine solche Maßnahme würde die biologische Breite unterschritten, woraus chronische Schmerzen, eine chronische Gingivitis und ein Abbau an Alveolarknochen resultieren würden.

### Ferrule-Effekt
Abgesehen von der Wiederherstellung eines ausreichenden Zahnfleischsaums trägt der Ferrule-Effekt zur Stabilität der künstlichen Zahnkrone bei. Umfasst die zukünftige künstliche Zahnkrone den Zahn nicht bandförmig, steigt die Frakturgefahr eines wurzelbehandelten Zahnes. In der oberen Röntgenaufnahme sieht man die an den Alveolarknochen angrenzende Zahnfüllung (weiß = röntgenopak). Auf der unteren Röntgenaufnahme sieht man die Kronenversorgung des Zahnes nach einer chirurgischen Kronenverlängerung im distalen Bereich, das heißt nach der Entfernung des Knochenseptums. (Die untere Röntgenaufnahme ist keine Originalaufnahme. Sie wurde digital bearbeitet, um das Prinzip der Kronenverlängerung aufzuzeigen).

### Kronen/Wurzelverhältnis
Der den Zahn umgebende Alveolarknochen ist im Interdentalraum (Zahnzwischenraum) gleichzeitig der Alveolarknochen des benachbarten Zahnes. Eine chirurgische Kronenverlängerung schwächt deshalb auch die Verankerung des Nachbarzahnes im Kieferknochen. Dies ist bis zu einem gewissen Grad unvermeidbar. Gleichzeitig wird das Kronen-/Wurzelverhältnis des Zahnes und gegebenenfalls des Nachbarzahnes verringert, da gleichzeitig die Verankerung des Zahnes im Kieferknochen reduziert wird. Dies hat einen direkten Einfluss auf die Pfeilerwertigkeit des Zahnes, also die Verwertbarkeit des Zahnes im Rahmen prothetischer Rekonstruktionen.

## Risiken
Bei der chirurgischen Kronenverlängerung besteht das Risiko, bei mehrwurzligen Zähnen die Bi- oder Trifurkation freizulegen, was eine erhöhte Infektionsanfälligkeit des Parodontiums bewirken würde. Ferner kann eine Zahnlockerung daraus resultieren. Mitbetroffene Nachbarzähne können mit Überempfindlichkeit gegenüber thermischen Reizen reagieren. Im Frontzahnbereich können ästhetische Beeinträchtigungen eintreten. Rezessionen der Papille oder des Gingivalsaums sind nicht auszuschließen.

## Durchführung

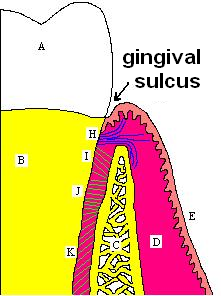
Gesunder Zahn: Unter biologischer Breite im Bereich des Parodontiums versteht man den Abstand zwischen dem Sulcus gingivae und dem Alveolarknochen (C); (A) Zahnkrone; (B) Wurzel

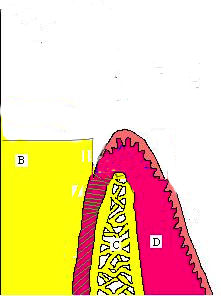
Zustand nach der Kronenverlängerung einer zerstörten Zahnkrone. Der Knochensaum und die Ginigivalgrenze wurden abgesenkt. Das Ligamentum zirkulare ist abgetrennt worden.

### Vorbehandlung
In der Regel sind zerstörte Zähne zunächst einer endodontischen Behandlung zu unterziehen. Anschließend erfolgt die Anfertigung eines Stiftaufbaus, mit dem ein künstlicher Zahnstumpfaufbau erfolgt, der später durch eine künstliche Zahnkrone versorgt wird. In einem weiteren Behandlungsschritt wird dann die chirurgische Kronenverlängerung durchgeführt. Der jeweilige Eingriff erfolgt unter örtlicher Betäubung.

### Gingivektomie
Ist am Zahn bereits ein Knochenabbau festzustellen, wird die vorhandene Zahnfleischtasche durch eine Gingivektomie verkürzt und dadurch der sichtbare Zahnanteil verlängert.

### Verschiebelappen
Durch das Verfahren des apikalen Verschiebelappens – mit oder ohne Knochenresektion – wird ein Teil der Gingiva apikalwärts verschoben und dadurch der sichtbare Kronenanteil vergrößert.

### Knochenresektion
Ohne Knochenabbau wird die Gingiva am betreffenden Zahn vorsichtig abpräpariert und der freigelegte Alveolarknochen mit einer Fräse (Rosenbohrer) im benötigten Umfang abgetragen. Um die Wurzeln der Nachbarzähne nicht zu beschädigen, wird dort der Knochen mit Handinstrumenten abgetragen. Der freigelegte Wurzelanteil wird einem Scaling unterzogen, um Reste des Desmodonts zu entfernen, damit ein Reattachment (Wiederanwachsen) vermieden wird. Die Gingivawunde wird mit einer atraumatischen Naht versorgt.

## Endgültige Versorgung
Die endgültige Versorgung des Zahnes, beispielsweise mit einer künstlichen Zahnkrone, kann etwa sechs Wochen nach dem Eingriff begonnen werden. In kritischen Fällen sollten drei Monate abgewartet werden. Erst nach Abheilung der Gingivawunde können der Zahn und das ihn umgebende Parodontium dahin gehend beurteilt werden, ob die gewünschte biologische Breite erreicht worden ist.

## Prognose
Der Eingriff ist irreversibel. Wurde einmal Alveolarknochen entfernt, ist es fast unmöglich den Kieferknochen wieder aufzubauen, also auf das frühere Niveau zu bringen. Dies kann sich auf eine eventuell später notwendige Implantatversorgung negativ auswirken. Über die Folgen des Eingriffs ist deshalb der Patient ausführlich aufzuklären. Ist die Prognose des Eingriffs fraglich, sollte eine Extraktion des Zahnes in Erwägung gezogen werden.

## Kieferorthopädische Kronenverlängerung
In manchen Fällen stellt die kieferorthopädische Kronenverlängerung ein Alternativverfahren dar, nämlich wenn noch so viel Zahnsubstanz vorhanden ist, dass eine kieferorthopädische Apparatur am Zahn angebracht werden kann, um den Zahn geringfügig aus seiner Alveole herauszuziehen. Hierbei wird zwischen der langsamen und forcierten Extrusion unterschieden.